# 楯親忠
楯 親忠（たて ちかただ）は、平安時代末期の武将。木曾義仲の家臣で、義仲四天王の一人。根井行親の六男。

## 生涯
義仲に従って横田河原の戦いや倶利伽羅峠の戦いなどに参戦し、活躍する。元暦元年（1184年）、宇治川の戦いに父・行親と共に参戦し、六条河原で討ち取られたとされている。
義仲の敗死後に行親の妻は義仲子孫と共に上野国（群馬県渋川市北橘）に逃亡している。渋川市内に楯親忠の供養塔がある。
長野県南佐久郡佐久穂町辺りに屋敷を構えていた。